# الفرد والنشتاین
آلفرد والنشتاین (انگلیسی: Alfred Wallenstein; ۷ اکتبر ۱۸۹۸ – ۸ فوریهٔ ۱۹۸۳) رهبر (موسیقی) اهل ایالات متحده آمریکا بود.
وی همچنین برندهٔ جوایزی همچون جایزه پیبادی شده‌است.